# Burlats
Burlats är en kommun i departementet Tarn i regionen Occitanien i södra Frankrike. Kommunen ligger i kantonen Roquecourbe som tillhör arrondissementet Castres. År 2022 hade Burlats 2 010 invånare.

## Befolkningsutveckling
Antalet invånare i kommunen Burlats
| Referens: INSEE |